# BMW
BMW AG [be-em-ve a-ge]; je nemška kratica za Bayerische Motoren Werke Aktiengesellschaft ali prevedeno Bavarski motorni obrat delniška družba in je del koncerna BMW Group. BMW je globalno podjetje s sedežem v Münchnu, Nemčija. Izdelujejo avtomobile in motocikle v preteklosti je delal tudi letalske motorje, zaradi česar ga cenijo piloti. BMW Group ima v lasti tudi avtomobilski znamki Mini in Rolls-Royce ter podznamki BMW M in BMW i.

## O podjetju

### BMW kompleks
BMW kompleks v Münchenu sestavljajo poslovna zgradba BMW, BMW muzej, BMW svet in obrat München za izdelavo avtomobilov.

### Uspeh
Uspeh podjetja BMW je vedno temeljil na dolgoročnem razmišljanju in odgovornem ravnanju. Iz tega naslova se je podjetje znotraj verige ustvarjanja vrednosti zavezalo trajnostnemu razvoju na področju ekologije in družbe, sprejelo celovito odgovornost za proizvode in podalo jasno obvezo za ohranjanje virov v sklopu integralnega dela strategije podjetja. Zaradi svojih prizadevanj zaseda BMW Group sam vrh lestvice trajnostnega razvoja v svoji industrijski panogi po indeksu Dow Jones Sustainability že sedmo leto zapored. Bodoče uspehe pa gradijo z vrhunsko strategijo poslovanja in nastopa na zahtevnem avtomobilskem trgu z vrhunskimi produkti, uspešno in razvejano prodajno mrežo z aktivnostmi, ki obsega več kot 150 držav sveta ter odlično organiziranostjo poslovanja, prilagojeno razmeram na tržišču.

### Raziskave in razvoj
V BMW posvečajo veliko skrb tudi raziskavam in razvoju, kjer deluje več skupin. Izdelujejo hibridne in električne avtomobile, poleg tega pa poskušajo zmanjšati porabo pri navadnih modelih z enako ali celo boljšo dinamiko vožnje ter razviti vozilo na najvišjo raven vožnje. Takšne so zavore, ki shranjujejo energijo pri zaviranju s sistemom EfficientDynamics, varčevalni sistem izklopa vozila na mestu s sistemom Start-Stop, komunikacijski sistem BMW ConnectedDrive...

### Trajnostna usmeritev in družbena odgovornost
Podjetje BMW želi tudi v prihodnosti ostati vodilni proizvajalec v premium segmentu vozil na globalni ravni, zato je angažirano družbeno odgovorno podjetje, ki podpira trajnostno naravnane aktivnosti v svetu. BMW je tudi ponosni partner številnim projektom po svetu, saj trajnostno povezuje poslovni svet s športom in izobraževanjem.

### Dosedanji predsedniki uprave
- 1922-1942: Franz Josef Popp
- 1942-1944: Fritz Hille
- 1948-1957: Hanns Grewenig
- 1957-1960: Heinrich Richter-Brohm
- 1962-1965: Karl-Heinz Sonne
- 1965-1969: Gerhard Wilcke
- 1970-1993: Eberhard von Kuenheim
- 1993-1999: Bernd Pischetsrieder
- 1999-2002: Joachim Milberg
- 2002-2006: Helmut Panke
- 2006-2015: Norbert Reithofer
- 2015-2019: Harald Krüger
- 2019-danes: Oliver Zipse

### Lastništvo podjetja na dan 16.2.2018
- prosto na trgu: 53,2%
- Susanne Klatten Beteiligungs GmbH, Bad Homburg v.d. Höhe (2): 20,7 %
- AQTON GmbH & Co. KG für Automobilwerte, Bad Homburg v.d. Höhe: 16,6 %
- AQTON SE, Bad Homburg v.d. Höhe (1): 9 %
- Susanne Klatten: 0,2 %
- Stefan Quandt: 0,2 %

## Zgodovina

### Začetki
Leta 1913 je inženir Karl Friedrich Rapp ustanovil še eno podjetje v Münchnu, imenovano Rapp Motorenwerke GmbH za izdelavo letalskih motorjev. Zaradi finančnih težav je podjetje l.1916 prodal Maxu Frizu in Franzu Josefu Poppu, ki sta ga aprila l.1917 preimenovala v Bayeriche Motoren Werke GmbH. Vzporedno je 7. marca 1916 ustanovil svoje podjetje Gustav Otto z imenom Bayerische Flugzeugwerke AG (BFW), ki se je prav tako ukvarjalo z izdelavo letalskih motorjev. Leta 1917 je to podjetje dobilo tudi uradni logotip, ki pa se ne razlikuje veliko od današnjega. Po prvi svetovni vojni l.1922 se je podjetje prestrukturiralo. Finančnik Camilo Castiglioni je zagotovil kapital, prvi generalni direktor pa je postal Franz Josef Popp, ki je k svojemu podjetju pripojil še del podjetja BFW in tako je nastalo enotno podjetje BMW AG, ki obstaja še danes. Jeseni l.1923 so izdelali prvi BMW motocikel BMW R32 in l.1929 še prvi avtomobil po licenci angleškega Austin Sevena. To je bil model BMW 3/15 PS, imenovan tudi "Dixi".

### Časovnica pomembnejših dogodkov v BMW AG
- 1916: Ustanovitev podjetja Bayerische Flugzeug Werke (BFW)
- 1917: Preimenovanje podjetja Rapp Motoren Werke GmbH v Bayerische Motoren Werke GmbH, predstavitev BMW logotipa
- 1918: Preoblikovanje BMW GmbH v BMW AG (delniško družbo), Franz Josef Popp postane prvi generalni direktor podjetja
- 1922: Pri prestrukturiranju podjetja združijo del podjetja Bayerische Flugzeug Werke (BFW)
- 1923: Izdelajo prvi motocikel BMW R32
- 1928: Kupijo tovarno za izdelavo avtomobilov Fahrzeugfabrik Eisenach A.G.
- 1929: Izdelajo prvi avtomobil BMW 3/15 PS v Eisenachu
- 1934: Podjetje loči letalski del in ustanovi BMW Flugmotorenbau GmbH
- 1939: Kupijo podjetje Brandenburgische Motorenwerke GmbH v Berlinu in nastane podjetje BMW Flugmotorenwerke Brandenburg GmbH
- 1944: Med bombardiranjem v II. svetovni vojni je precej poškodovana tovarna v Münchnu.
- 1945: Dovoljenje za popravilo vojaških vozil ZDA in izdelavo motociklov, vendar morajo razstaviti vojne obrate v Münchnu.
- 1948: Izdelajo prvi povojni motocikel
- 1959: Zgodovinska skupščina delničarjev, kjer preprečijo sovražni prevzem s strani Daimler-Benza
- 1960: BMW zaposluje 7000 delavcev in ima letnega prihodka 239 milijonov DEM
- 1961: Direktor prodaje postane legendarni Paul G. Hahnemann
- 1962: Predsednik uprave postane Karl-Heinz Sonne
- 1963: Podjetje prvič delničarjem izplača dividende
- 1965: Za tržno komunikacijo se prične uporabljati slogan "Aus Freude am Fahren", ki ga l.1969 malce priredijo v "Freude am Fahren"
- 1967: Kupijo podjetje Hans Glas GmbH, odprejo obrat v Dingolfingu
- 1967: Odprejo tovarno za izdelavo motociklov v Berlinu
- 1969: Preselijo vso izdelavo motociklov v Berlin
- 1969: BMW zaposluje 21000 ljudi in ustvari 1,5 milijarde DEM letnega prihodka
- 1970: Predsednika uprave zasede legendarni Eberhard von Kuenheim, ustanovitev fundacije Herbert Quandt
- 1972: Dokončanje nove poslovne zgradbe BMW (BMW-štirivaljnik) poleg olimpijskega parka v Münchnu
- 1972: Gradnja tovarne v Rosslyn (JAR)
- 1973: Otvoritev obrata v Landshutu
- 1975: Alexander Calder je zasnoval prvi BMW Art Car
- 1978: Predstavitev serije 5 na vodikov pogon v sodelovanju z nemškim vesoljskim centrom (DLR)
- 1978: BMW zaposluje 30000 ljudi in ustavri 6 milijard DEM letnega prihodka
- 1979: Otvoritev tovarne motorjev v Steyr v Avstriji
- 1984: Otvoritev novega obrata za izdelavo motociklov v Berlinu
- 1985: Začetek gradnje centra za raziskave in inovacije (FIZ)
- 1985: Ustanovitev BMW Technik GmbH s predrazvojem
- 1987: Otvoritev obrata v Regensburgu
- 1990: Uradna otvoritev centra za raziskave in razvoj (FIZ)
- 1990: BMW zaposluje 70900 ljudi in ustvari 27,1 milijarde DEM letnega prihodka
- 1992: Odprtje tovarne v Spartanburgu (ZDA)
- 1993: Bernd Pischetsrieder postane novi predsednik uprave
- 1994: BMW kupi podjetje Rover Group skupaj z Minijem
- 1995: Prevzame DesignworksUSA in podjetje se preimenuje v BMW Group DesignworksUSA
- 1999: BMW sklene pogodbo z ruskim podjetjem Avtotor v mestu Kaliningrad za proizvodnjo avtomobilov
- 1999: Joachim Milberg prevzame vodenje BMW
- 2000: Ustanovitev fundacije Eberhard von Kuenheim
- 2000: Otvoritev Completely Knocked Down (CKD) obrata na Tajskem
- 2000: Prodaja MG-Rover in Land Rover
- 2001: Otvoritev obrata v Hams Hall (Anglija)
- 2002: Helmut Panke postane predsednik uprave, prične se gradnja obrata v Leipzigu
- 2003: Pridobitev pravic za trženje blagovne znamke Rolls-Royce
- 2003: Ustanovitev skupnega podjetja (Joint Venture) za proizvodnjo in prodajo vozil na Kitajskem s podjetjem Brilliance China Automotive Holding
- 2004: Predstavitev BMW serije 7 (E65) z vodikovim pogonom - BMW Hydrogen 7
- 2004: Prične se gradnja BMW svet v Münchenu in hkrati prenova BMW muzeja
- 2005: Uradna otvoritev obrata v Leipzigu 13. maja 2005
- 2005: Uradna otvoritev distribucijskega centra v Dingolfingu (obrat 2.70)
- 2006: Novi predsednik uprave postane Norbert Reithofer
- 2007: Otvoritev Completely Knocked Down (CKD) obrata Chennai (Indija)
- 2007: BMW Motorrad prevzame Husqvarna Motorcycles
- 2007: Otvoritev BMW svet v Münchnu
- 2008: Otvoritev prenovljenega BMW muzeja 19. junija 2008
- 2013: Prodaja Husqvarna Motorcycles avstrijskemu KTM AG

## Produkti in proizvodnja

### Aktualni modeli avtomobilov
BMW SERIJA 1
- BMW 1 (5 vrat)
- BMW 1 Limuzina (samo kitajsko in mehiško tržišče)

BMW SERIJA 2
- BMW 2 Coupé
- BMW 2 Cabrio
- BMW 2 Gran Coupé
- BMW 2 Active Tourer
- BMW 2 Gran Tourer

BMW SERIJA 3
- BMW 3 Limuzina
- BMW 3 Touring

BMW SERIJA 4
- BMW 4 Coupé
- BMW 4 Cabrio
- BMW 4 Gran Coupé

BMW SERIJA 5
- BMW 5 Limuzina
- BMW 5 Touring

BMW SERIJA 6
- BMW 6 Gran Turismo

BMW SERIJA 7
- BMW 7 Limuzina

BMW SERIJA 8
- BMW 8 Coupé
- BMW 8 Cabrio
- BMW 8 Gran Coupé

BMW SERIJA 9
- BMW 9 Limuzina

BMW SERIJA X
- BMW X1
- BMW X2
- BMW X3
- BMW X4
- BMW X5
- BMW X6
- BMW X7
- BMW X8

BMW SERIJA Z
- BMW Z2
- BMW Z4
- BMW Z8

BMW Modeli M
- BMW M2 Coupé
- BMW M2 Cabrio
- BMW M4 Coupé
- BMW M4 Cabrio
- BMW M4 Gran Coupé
- BMW M5 Limuzina
- BMW M8 Coupé
- BMW M8 Cabrio
- BMW M8 Gran Coupé
- BMW X3M
- BMW X4M
- BMW X5M
- BMW X6M

BMW Modeli M Performance
- BMW M135i (5 vrat)
- BMW M135i xDrive (5 vrat)
- BMW M240i Coupé
- BMW M240i xDrive Coupé
- BMW M240i Cabrio
- BMW M240i xDrive Cabrio
- BMW M240i Gran Coupé
- BMW M240i xDrive Gran Coupé
- BMW M550i xDrive Limuzina
- BMW M550d xDrive Limuzina
- BMW M550d xDrive Touring
- BMW M760Li xDrive Limuzina
- BMW M850i xDrive Coupé
- BMW M850i xDrive Cabrio
- BMW M850i xDrive Gran Coupé
- BMW X2 M35i
- BMW X3 M40i
- BMW X4 M40i
- BMW X4 M40d
- BMW X5 M50d
- BMW X6 M50d
- BMW Z4 M40i

BMW SERIJA i
- BMW i1
- BMW i2
- BMW i3
- BMW i4
- BMW i5
- BMW i7
- BMW i8
- BMW i8 Roadster
- BMW i9

BMW Modeli i Performance
- BMW 225xe Active Tourer
- BMW 330e Limuzina
- BMW 530e Limuzina
- BMW 740e Limuzina
- BMW 740Le Limuzina
- BMW 740Le xDrive Limuzina

(* ležeče - načrtovani modeli)

### Aktualni modeli motociklov
Sport
- BMW R 1250 RS
- BMW S 1000 RR
- BMW HP4 Race

Tour
- BMW F 800 GT
- BMW R 1200 RT
- BMW R 1250 RT
- BMW K 1600 GT
- BMW K 1600 GTL
- BMW K 1600 B
- BMW K 1600 Grand America

Roadster
- BMW G 310 R
- BMW F 800 R
- BMW S 1000 R
- BMW R 1200 R
- BMW R 1250 R

Heritage
- BMW R nineT
- BMW R nineT Pure
- BMW R nineT Racer
- BMW R nineT Scrambler
- BMW R nineT Urban G/S

BMW Adventure
- BMW G 310 GS
- BMW F 750 GS
- BMW F 850 GS
- BMW F 850 GS Adventure
- BMW S 1000 XR
- BMW R 1200 GS
- BMW R 1200 GS Adventure
- BMW R 1250 GS
- BMW R 1250 GS Adventure

BMW Urban Mobility
- BMW C 400 X
- BMW C 400 GT
- BMW C evolution
- BMW C 650 GT
- BMW C 650 Sport

### Proizvodni obrati BMW
BMW Group ima 30 proizvodnih in montažnih obratov v 14 državah sveta, kjer izdelujejo avtomobile in motocikle ter njihove sestavne dele. Prvo BMW tovarno za proizvodnjo avtomobilov so odprli l.1929 v Eisenachu od koder je prišel tudi prvi BMW avtomobil.

Obrati za izdelavo BMW avtomobilov in motociklov:
Anglija
- Hams Hall: bencinski in dieselski motorji majhne prostornine
- Swindon: avtomobilski deli

Avstrija
- Steyr: 4 in 6 valjni dieselski motorji ter 6 valjni bencinski motorji

Brazilija
- Araquari: BMW 1, BMW 2, BMW 3, BMW X1, BMW X3, BMW X4, BMW X5 in BMW X6
- Manaus: motocikli

Indija
- Chennai: BMW 1, BMW 3, BMW 5, BMW 7, BMW X1, BMW X3, BMW X4, BMW X5 in BMW X6

JAR
- Rosslyn: BMW 3 Limuzina

Kitajska
- Shenyang: BMW 3 Limuzina, BMW 3 Limuzina (lang), BMW 5 Limuzina (lang), BMW X1 (lang) in BMW X3 (lang)

Mehika
- San Luis Potosí

Nemčija
- Berlin: motocikli
- Dingolfing: BMW 3 Gran Turismo, BMW 4 Gran Coupe, BMW 5 Limuzina, BMW 5 Touring, BMW 5 Gran Turismo, BMW ActiveHybrid 5, BMW 6 Coupe, BMW 6 Cabrio, BMW 6 Gran Coupe, BMW 7 Limuzina, BMW ActiveHybrid 7, BMW M5 Limuzina, BMW M6 Coupe, BMW M6 Cabrio in BMW M6 Gran Coupe
- Eisenach: izdelava velikih orodij za obdelavo kovin
- Landshut: avtomobilski deli in učni center za specializacijo
- Leipzig: avtomobilski deli CFRP, BMW 1 (5 vrat), BMW 2 Coupe, BMW 2 Active Tourer, BMW X1, BMW i3 in BMW i8
- München: BMW 3 Limuzina, BMW 3 Touring, BMW ActiveHybrid 3 in BMW 4 Coupe
- Regensburg: BMW 1 (3 vrata), BMW 1 (5 vrat), BMW 3 Limuzina, BMW 4 Cabrio, BMW Z4, BMW M3 Limuzina in BMW 4 Cabrio
- Wackersdorf: avtomobilski deli

Tajska
- Rayong: BMW 1, BMW 3, BMW 5, BMW 7, BMW X1, BMW X3, BMW X4, BMW X5, BMW X6 in motocikli

ZDA
- Spartanburg: BMW X3, BMW X4, BMW X5, BMW X6, BMW X5M in BMW X6M

(*ležeče - planirana proizvodnja v letu 2019)

### Proizvodnja avtomobilov
Proizvodnja BMW avtomobilov po letih:
| leto | št. izdelanih | leto | št. izdelanih | leto | št. izdelanih | leto | št. izdelanih | leto | št. izdelanih | leto | št. izdelanih | leto | št. izdelanih | leto | št. izdelanih | leto | št. izdelanih |
| ---- | ------------- | ---- | ------------- | ---- | ------------- | ---- | ------------- | ---- | ------------- | ---- | ------------- | ---- | ------------- | ---- | ------------- | ---- | ------------- |
| 1929 | 5350          | 1939 | 8703          | 1949 | -             | 1959 | 36609         | 1969 | 144700        | 1979 | 336981        | 1989 | 511476        | 1999 | 755547        | 2009 | 1043829       |
| 1930 | 6792          | 1940 | 2236          | 1950 | -             | 1960 | 53888         | 1970 | 161164        | 1980 | 340919        | 1990 | 519660        | 2000 | 834519        | 2010 | 1236989       |
| 1931 | 3326          | 1941 | 253           | 1951 | -             | 1961 | 52943         | 1971 | 164702        | 1981 | 351451        | 1991 | 553230        | 2001 | 904335        | 2011 | 1440315       |
| 1932 | 2886          | 1942 | 5             | 1952 | 49            | 1962 | 53527         | 1972 | 182858        | 1982 | 378769        | 1992 | 598145        | 2002 | 930221        | 2012 | 1547057       |
| 1933 | 5839          | 1943 | -             | 1953 | 1645          | 1963 | 57880         | 1973 | 197446        | 1983 | 420962        | 1993 | 532960        | 2003 | 944072        | 2013 | 1699835       |
| 1934 | 8322          | 1944 | -             | 1954 | 3471          | 1964 | 61766         | 1974 | 188965        | 1984 | 431999        | 1994 | 573083        | 2004 | 1059978       | 2014 | 1838268       |
| 1935 | 8724          | 1945 | -             | 1955 | 17478         | 1965 | 67709         | 1975 | 221298        | 1985 | 445233        | 1995 | 595056        | 2005 | 1122308       | 2015 | 1933647       |
| 1936 | 8847          | 1946 | -             | 1956 | 35436         | 1966 | 74076         | 1976 | 275022        | 1986 | 446438        | 1996 | 639433        | 2006 | 1179317       | 2016 | 2002997       |
| 1937 | 8172          | 1947 | -             | 1957 | 40371         | 1967 | 87560         | 1977 | 290237        | 1987 | 461340        | 1997 | 672238        | 2007 | 1302774       | 2017 | 2123947       |
| 1938 | 9410          | 1948 | -             | 1958 | 51081         | 1968 | 107537        | 1978 | 320852        | 1988 | 484121        | 1998 | 706426        | 2008 | 1203482       | 2018 |               |

### Proizvodnja motociklov
Proizvodnja BMW motociklov po letih:
| leto | št. izdelanih | leto | št. izdelanih | leto | št. izdelanih | leto | št. izdelanih | leto | št. izdelanih | leto | št. izdelanih | leto | št. izdelanih | leto | št. izdelanih | leto | št. izdelanih | leto | št. izdelanih |
| ---- | ------------- | ---- | ------------- | ---- | ------------- | ---- | ------------- | ---- | ------------- | ---- | ------------- | ---- | ------------- | ---- | ------------- | ---- | ------------- | ---- | ------------- |
| 1923 |               | 1933 |               | 1943 |               | 1953 | 27704         | 1963 | 6043          | 1973 | 20856         | 1983 | 28048         | 1993 | 36990         | 2003 | 89745         | 2013 | 110127        |
| 1924 |               | 1934 |               | 1944 |               | 1954 | 29699         | 1964 | 9043          | 1974 | 23160         | 1984 | 34001         | 1994 | 44435         | 2004 | 93836         | 2014 | 133615        |
| 1925 |               | 1935 |               | 1945 |               | 1955 | 23531         | 1965 | 7118          | 1975 | 25566         | 1985 | 37104         | 1995 | 52653         | 2005 | 92012         | 2015 | 151004        |
| 1926 |               | 1936 |               | 1946 | -             | 1956 | 15500         | 1966 | 9071          | 1976 | 28209         | 1986 | 32054         | 1996 | 48950         | 2006 | 103759        | 2016 | 145555        |
| 1927 |               | 1937 |               | 1947 | -             | 1957 | 5429          | 1967 | 7896          | 1977 | 31515         | 1987 | 27508         | 1997 | 54993         | 2007 | 104396        | 2017 | 185682        |
| 1928 |               | 1938 |               | 1948 | 59            | 1958 | 7156          | 1968 | 5074          | 1978 | 29580         | 1988 | 23817         | 1998 | 60152         | 2008 | 104220        | 2018 |               |
| 1929 |               | 1939 |               | 1949 | 9400          | 1959 | 8412          | 1969 | 4701          | 1979 | 24415         | 1989 | 25761         | 1999 | 69157         | 2009 | 82631         | 2019 |               |
| 1930 |               | 1940 |               | 1950 | 17061         | 1960 | 9473          | 1970 | 12287         | 1980 | 29260         | 1990 | 31589         | 2000 | 74397         | 2010 | 99236         | 2020 |               |
| 1931 |               | 1941 |               | 1951 | 25101         | 1961 | 9460          | 1971 | 18772         | 1981 | 33120         | 1991 | 33980         | 2001 | 90478         | 2011 | 110360        | 2021 |               |
| 1932 |               | 1942 |               | 1952 | 28310         | 1962 | 4302          | 1972 | 21122         | 1982 | 30559         | 1992 | 35910         | 2002 | 93010         | 2012 | 113811        | 2022 |               |

## BMW M

### Zgodovina
Podjetje BMW Motorsport GmbH je bilo ustanovljeno l.1972, kot hčerinska družba BMW AG in je odgovorno za razvoj in proizvodnjo visokozmogljivih športnih modelov BMW. Dirkaške verzije teh modelov sodelujejo v raznih dirkah avto športa. V letih 1973-1979 je bil predsednik uprave BMW Motorsport GmbH dirkač Jochen Neerpasch, njegov dirkaški kolega Martin Braungart pa je postal tehnični direktor med leti l.1972-1979. Leta 1993 pa se je podjetje preimenovalo v BMW M GmbH.

### Uspehi BMW vavto športu
- BMW v Formuli 1

- BMW v Formuli 2

- Formula BMW

- BMW na dirkah 24 ur Le Mansa

- BMW na dirkah 24 ur Nürburgringa

- BMW na dirkah 24 ur Spaja

- BMW na dirkah 24 ur Daytone

- BMW na dirkah 24 ur Willhira

- BMW na dirkah 24 ur Zolderja

- BMW na dirkah 24 ur Dubaja

- BMW na dirkah 1000 km Nürburgringa

- BMW na dirkah 1000 km Österreichringa (1000 km Zeltwega)

- BMW na dirkah 1000 km Fujija

- BMW na dirkah 1000 km Bathursta

- BMW na dirkah 1000 km Suzuke

- BMW na dirkah 12 ur Reimsa

- BMW na dirkah 12 ur Sebringa

- BMW na dirkah 12 ur Sepanga

- BMW na dirkah 12 ur Bathursta

- BMW na dirkah nemškega prvenstva turnih avtomobilov (DTM)

- BMW na dirkah britanskega prvenstva turnih avtomobilov (BTCC)

- BMW na dirkah avstralskega prvenstva turnih avtomobilov (V8 Supercars)

- BMW na dirkah azijskega prvenstva turnih avtomobilov (ATCS)

- BMW na dirkah svetovnega prvenstva turnih avtomobilov (WTCC)

- BMW na dirkah turnih avtomobilov (VLN)

- BMW na dirkah ameriške Le Mans serije (ALMS)

- BMW na dirkah severnoameriške serije (USCC)

- BMW M1 Procar Championship

- BMW na dirkah Mille Miglia

- BMW na dirkah Targa Florio

- BMW na Rally Švedska

### Uspehi BMW vmoto športu
- BMW na dirkah svetovnega prvenstva Superbike (SBK)

- BMW na dirkah nemškega prvenstva Superbike (IDM)

- BMW na dirkah avstralskega prvenstva Superbike (ASBK)

- BMW na dirkah kanadskega prvenstva Superbike (CSBK)

- BMW na dirkah ameriškega prvenstva Superbike (AMA)

- BMW na dirkah svetovnega prvenstva prikoličarjev (Sidecar)

- BMW na Rally Pariz-Dakar

## BMW i
Podznamko i je BMW začel razvijati že l.2007 pod imenom Projekt I. Uradno so prihod podznamke napovedali v februarju l.2011. Trgu je bilo treba ponuditi avtomobil z zelo majhno porabo goriva in brez emisij. Na salonu se je pojavil koncept Megacity Vehicle, ki je kasneje dobil oznako BMW i3 in je popolnoma električno vozilo brez emisij. Kot dodatno opremo je možno naročiti še poleg električnega motorja, motor z notranjim zgorevanjem za podaljšanje dometa vozila. Naslednji je bil predstavljen športni model Vision Efficient Dynamics, ki je kasneje dobil oznako BMW i8. V planu ima BMW še nekaj vozil i, ki bodo predstavljeni v prihodnosti.